# برات ساماكرات
برات ساماكرات (بالتايلندية: ปรัชญ์ สมัครราษฎร์) (31 أكتوبر 1985 بناخون باتوم في تايلاند - ) هو لاعب كرة قدم تايلندي في مركزي قلب الدفاع والدفاع. شارك مع منتخب تايلاند تحت 23 سنة لكرة القدم ومنتخب تايلاند لكرة القدم. أما مع النوادي، فقد لعب مع نادي بوليس تيرو وبانكوك يونايتد وSuphanburi F.C. ‏.

## وصلات خارجية
- برات ساماكرات على موقع قاعدة بيانات كرة القدم.إي يو (الإنجليزية)
- برات ساماكرات على موقع ناشيونال فوتبول تيمز (الإنجليزية)
- برات ساماكرات على موقع Soccerway.com (الإنجليزية)
- برات ساماكرات على موقع عالم كرة القدم.نت (الإنجليزية)